# Premi Unión de Actores a la millor actriu protagonista de televisió
El Premi a la millor actriu protagonista en la seva secció de televisió lliurat per la Unión de Actores y Actrices reconeix la millor interpretació d'una actriu principal dins d'una sèrie de televisió. Es ve lliurant des de 2002, ja que entre 1991 i 2001 es va lliurar un únic premi al millor interpretació protagonista, sense distingir entre masculina i femenina.

## Guardonats

### Dècada de 2000
| Guanyadora | Candidates                                                     | |
| 2002       | 2002                                                           | 2002 |
| ---------- | -------------------------------------------------------------- | --- |
|            | Amparo Baró (1) per Soledad Huete a Siete vidas                | - Ana Duato per Mercedes Fernández López a Cuéntame cómo pasó - Blanca Portillo per Carlota Pérez a Siete vidas        |
| 2003       |                                                                | |
|            | Amparo Baró (2) per Soledad Huete a Siete vidas                | - Ana Duato per Mercedes Fernández López a Cuéntame cómo pasó - Loles León per Paloma Hurtado a Aquí no hay quien viva |
| 2004       |                                                                | |
|            | María Adánez per Lucía Álvarez a Aquí no hay quien viva        | - Alicia Borrachero per Cruz Gándara a Hospital Central - Débora Izaguirre per Nayra a El inquilino                    |
| 2005       |                                                                | |
|            | Carmen Machi per Aída García García a Aída                     | - Belén Rueda per Lucía Gómez Casado a Los Serrano - Rosa Maria Sardà per Eva Saguès a Abuela de verano                |
| 2006       |                                                                | |
|            | Chiqui Fernández per Irene a Mujeres                           | - Ruth Núñez per Beatriz Pérez Pinzón a Yo soy Bea - Ana Otero per Paloma Beltrán a Amar en tiempos revueltos          |
| 2007       |                                                                | |
|            | Luisa Martín per Lola Álvarez a Desaparecida                   | - Ruth Núñez per Beatriz Pérez Pinzón a Yo soy Bea - Concha Velasco per Carmen Orozco Argenta a Herederos              |
| 2008       |                                                                | |
|            | Concha Velasco per Carmen Orozco Argenta a Herederos           | - Ana Duato per Mercedes Fernández López a Cuéntame cómo pasó - Nathalie Poza per Daniela León a LEX                   |
| 2009       |                                                                | |
|            | Adriana Ugarte (1) per Victoria Márquez de la Vega a La Señora | - María Isasi per María a Días sin Luz - Blanca Portillo per Rosa Ballester Alonso a Acusados                          |

### Dècada de 2010
| Guanyadora | Candidates                                                     | |
| 2010       | 2010                                                           | 2010 |
| ---------- | -------------------------------------------------------------- | --- |
|            | Adriana Ozores (1) per Cayetana Fitz-James a La Duquesa        | - Alexandra Jiménez per Eva Padrón a La pecera de Eva - Belén López per Bea a Pelotas                                      |
| 2011       |                                                                | |
|            | Alicia Borrachero per Silvia Bertomeu a Crematorio             | - Adriana Ozores per Teresa Aldecoa a Gran Hotel - Itziar Miranda per Manolita Sanabria a Amar en tiempos revueltos        |
| 2012       |                                                                | |
|            | Adriana Ozores (2) per Teresa Aldecoa Gran Hotel               | - Michelle Jenner per Isabel I de Castella a Isabel - Itziar Miranda per Manolita Sanabria a Amar en tiempos revueltos     |
| 2013       |                                                                | |
|            | Adriana Ugarte (2) per Sara Quiroga a El tiempo entre costuras | - Michelle Jenner per Isabel I de Castella a Isabel - Blanca Portillo per Sor Eulalia a Niños robados                      |
| 2014       |                                                                | |
|            | Michelle Jenner per Isabel I de Castella a Isabel              | - Teresa Hurtado de Ory per Lucía González Soler a Ciega a citas - Megan Montaner per María Fuentes Vergel a Sin identidad |
| 2015       |                                                                | |
|            | Maggie Civantos per Macarena Ferreiro Moli a Vis a vis         | - Aura Garrido per Amelia Folch a El ministerio del tiempo - Najwa Nimri per Zulema Zahir a Vis a vis                      |
| 2016       |                                                                | |
|            | Aura Garrido per Amelia Folch a El ministerio del tiempo       | - Maggie Civantos per Macarena Ferreiro Moli a Vis a vis - Najwa Nimri per Zulema Zahir a Vis a vis                        |
| 2017       |                                                                | |
|            | Malena Alterio per Nuria a Vergüenza                           | - Aura Garrido per Amelia Folch a El ministerio del tiempo - Alexandra Jiménez per Julia Martos a La zona                  |
| 2018       |                                                                | |
|            | Inma Cuesta per Ana Mari a Arde Madrid                         | - Alba Flores per Ágata Jiménez a La casa de papel - Belén Cuesta per Magüi Moreno a Paquita Salas                         |